# دوضرب

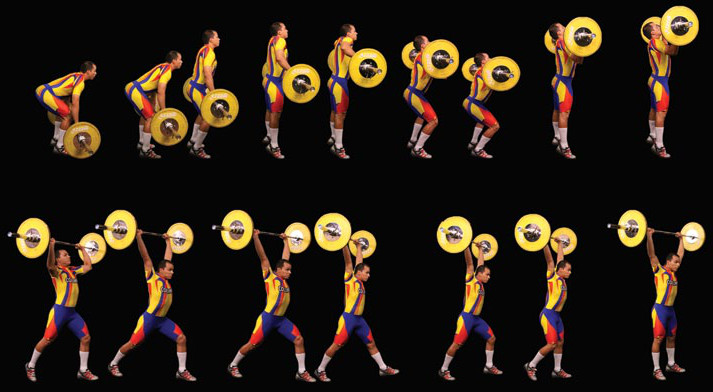
حرکت‌های مختلف در دوضرب.

دوضرب ترکیبی است از دو حرکت وزنه‌برداری که غالباً با استفاده از هالتر انجام می‌شود. در حرکت اول وزنه‌بردار هالتر را از روی زمین بلند می‌کند و روی ماهیچه دالی خود نگه می‌دارد بدون آن که آن را روی جناغ خود قرار دهد. در حرکت دوم وزنه‌بردار هالتر را با دست‌ها و پاهای صاف به وضعیت ساکنی بالای سرش بالا می‌برد به طوری که پاها و بالاتنه اش و هالتر روی یک صفحه قرار بگیرند.

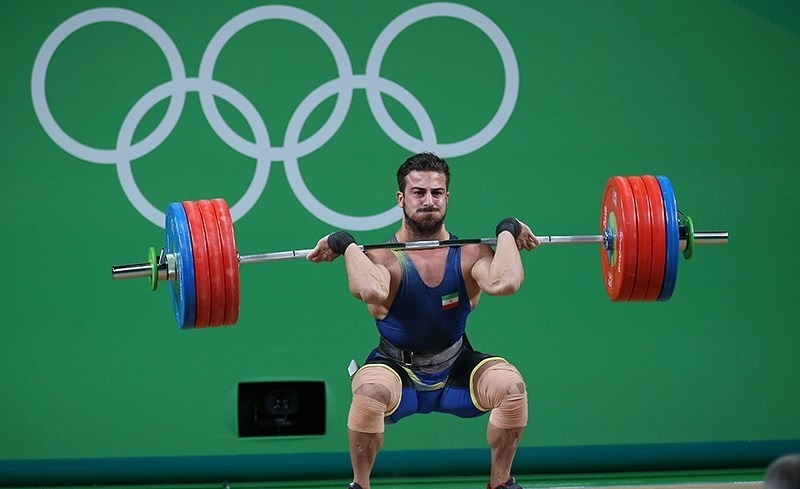
حرکت اول دوضرب توسط کیانوش رستمی در بازی‌های المپیک تابستانی ۲۰۱۶

## رکوردهای جهانی
منبع:
مردان
| کلاس وزنی وزنه‌بردار | نام              | وزنه                     |
| ------------------- | ---------------- | ------------------------ |
| 56 kg               | ام یون-چول       | ۱۷۱ کیلوگرم (۳۷۷ پوند)   |
| 60 kg               | نعیم سلیمان‌اوغلو | ۱۹۰ کیلوگرم (۴۲۰ پوند)   |
| 62 kg               | چن لیجون         | ۱۸۳ کیلوگرم (۴۰۳ پوند)   |
| 69 kg               | لیائو هوی        | ۱۹۸ کیلوگرم (۴۳۷ پوند)   |
| 77 kg               | نجات رحیموف      | ۲۱۴ کیلوگرم (۴۷۲ پوند)   |
| 85 kg               | کیانوش رستمی     | ۲۲۰ کیلوگرم (۴۸۵ پوند)   |
| 94 kg               | سهراب مرادی      | ۲۳۳ کیلوگرم (۵۱۴ پوند)   |
| 105 kg              | ایلیا ایلین      | ۲۴۶ کیلوگرم (۵۴۲ پوند)   |
| 105+ kg             | لاشا تالاخادزه   | ۲۶۴ کیلوگرم (۵۸۲ پوند) 1 |

زنان
| کلاس وزنی وزنه‌بردار | نام              | وزنه                   |
| ------------------- | ---------------- | ---------------------- |
| 48 kg               | نورجان تایلان    | ۱۲۱ کیلوگرم (۲۶۷ پوند) |
| 53 kg               | زولفیا چینشانلو  | ۱۳۴ کیلوگرم (۲۹۵ پوند) |
| 58 kg               | کو سینگ چوِن      | ۱۴۲ کیلوگرم (۳۱۳ پوند) |
| 63 kg               | دنگ وی           | ۱۴۷ کیلوگرم (۳۲۴ پوند) |
| 69 kg               | Liu Chunhong     | ۱۵۸ کیلوگرم (۳۴۸ پوند) |
| 75 kg               | کیم اون-جو       | ۱۶۴ کیلوگرم (۳۶۲ پوند) |
| 75+ kg              | تاتیانا کاشیرینا | ۱۹۳ کیلوگرم (۴۲۵ پوند) |

1 This is the official world record for the Clean and Jerk in the Men's 105 kg+ category; the highest weight ever lifted in the Clean and Jerk is ۲۶۶ کیلوگرم (۵۸۶ پوند) in 1988 by لئونید تاراننکو of the Soviet Union, but this is no longer considered a world record by the فدراسیون جهانی وزنه‌برداری due to the restructuring of weight classes in 1993 and 1998.